# وانگ زیفنگ
وانگ زیفنگ (انگلیسی: Wang Zifeng؛ زادهٔ ۱۲ سپتامبر ۱۹۹۷) قایقران روئینگ زن اهل چین است.